# Partecipanti al Tour Down Under 2009
Elenco dei partecipanti al Tour Down Under 2009.
Alla competizione presero parte 19 squadre, ciascuna delle quali composta da sette corridori, per un totale di 133 ciclisti. Il Team UniSA-Australia fu l'unica squadra non UCI ProTour invitata alla corsa.
I 133 partenti erano in rappresentanza di 24 Paesi differenti. La nazionalità più rappresentata era quella australiana, con 23 corridori al via, seguita da quella francese (17) e da quella spagnola (16).

## Corridori per squadra
R: ritirato; NP: non partito; S: squalificato
| Team Columbia-High Road | Team Columbia-High Road | Team Columbia-High Road | Cofidis, le Crédit en Ligne | Cofidis, le Crédit en Ligne | Cofidis, le Crédit en Ligne | Rabobank               | Rabobank               | Rabobank               |
| ----------------------- | ----------------------- | ----------------------- | --------------------------- | --------------------------- | --------------------------- | ---------------------- | ---------------------- | ---------------------- |
| 1                       | André Greipel           | R 3ª                    | 71                          | David Moncoutié             | 38º                         | 141                    | Graeme Brown           | 31º                    |
| 2                       | George Hincapie         | 13º                     | 72                          | Mickaël Buffaz              | 55º                         | 142                    | Stef Clement           | 67º                    |
| 3                       | Michael Rogers          | 6º                      | 73                          | Aljaksandr Usaŭ             | 83º                         | 143                    | Mathew Hayman          | 32º                    |
| 4                       | Bernhard Eisel          | 121º                    | 74                          | Guillaume Blot              | 115º                        | 144                    | Jos van Emden          | 78º                    |
| 5                       | Mark Renshaw            | 101º                    | 75                          | Florent Brard               | 116º                        | 145                    | Rick Flens             | 64º                    |
| 6                       | Greg Henderson          | 72º                     | 76                          | Julien El Fares             | 53º                         | 146                    | Tom Leezer             | 48º                    |
| 7                       | Adam Hansen             | 45º                     | 77                          | Rein Taaramäe               | 95º                         | 147                    | Kai Reus               | R 3ª                   |
| Astana                  | Astana                  | Astana                  | Française des Jeux          | Française des Jeux          | Française des Jeux          | Liquigas               | Liquigas               | Liquigas               |
| 11                      | Lance Armstrong         | 29º                     | 81                          | Mickaël Cherel              | 10º                         | 151                    | Maciej Bodnar          | 66º                    |
| 12                      | Asan Bazaev             | 98º                     | 82                          | Rémy Di Grégorio            | R 3ª                        | 152                    | Claudio Corioni        | 96º                    |
| 13                      | Jesús Hernández         | 28º                     | 83                          | Timothy Gudsell             | R 3ª                        | 153                    | Gianni Da Ros          | 97º                    |
| 14                      | Michael Schär           | R 3ª                    | 84                          | Jussi Veikkanen             | 9º                          | 154                    | Jacopo Guarnieri       | 99º                    |
| 15                      | Maksim Iglinskij        | 76º                     | 85                          | Yoann Offredo               | 60º                         | 155                    | Aljaksandr Kučynski    | 22º                    |
| 16                      | Steve Morabito          | 44º                     | 86                          | Jérémy Roy                  | 20º                         | 156                    | Francesco Chicchi      | 110º                   |
| 17                      | José Luis Rubiera       | 58º                     | 87                          | Wesley Sulzberger           | 5º                          | 157                    | Frederik Willems       | 46º                    |
| AG2R La Mondiale        | AG2R La Mondiale        | AG2R La Mondiale        | Caisse d'Epargne            | Caisse d'Epargne            | Caisse d'Epargne            | Team Garmin-Slipstream | Team Garmin-Slipstream | Team Garmin-Slipstream |
| 21                      | Martin Elmiger          | 4º                      | 91                          | Óscar Pereiro               | 27º                         | 161                    | Julian Dean            | 111º                   |
| 22                      | Sébastien Hinault       | 37º                     | 92                          | Luis León Sánchez           | 12º                         | 162                    | Trent Lowe             | 26º                    |
| 23                      | Vladimir Efimkin        | 55º                     | 93                          | José Joaquín Rojas          | 3º                          | 163                    | Timothy Duggan         | 91º                    |
| 24                      | Alexandr Pliuschin      | 62º                     | 94                          | Pablo Lastras               | 21º                         | 164                    | Chris Sutton           | 106º                   |
| 25                      | Nicolas Roche           | 14º                     | 95                          | Mathieu Perget              | 15º                         | 165                    | Cameron Meyer          | 74º                    |
| 26                      | René Mandri             | 63º                     | 96                          | Imanol Erviti               | 35º                         | 166                    | Ryder Hesjedal         | 11º                    |
| 27                      | Aleksandr Efimkin       | 43º                     | 97                          | Mathieu Drujon              | 51º                         | 167                    | Christian Meier        | 25º                    |
| Silence-Lotto           | Silence-Lotto           | Silence-Lotto           | Quick Step                  | Quick Step                  | Quick Step                  | Fuji-Servetto          | Fuji-Servetto          | Fuji-Servetto          |
| 31                      | Mario Aerts             | 54º                     | 101                         | Allan Davis                 | 1º                          | 171                    | Daniele Nardello       | R 3ª                   |
| 32                      | Glenn D'Hollander       | 41º                     | 102                         | Matteo Tosatto              | 42º                         | 172                    | Ermanno Capelli        | R 3ª                   |
| 33                      | Pieter Jacobs           | NP 4ª                   | 103                         | Dries Devenyns              | 50º                         | 173                    | Hilton Clarke          | 81º                    |
| 34                      | Olivier Kaisen          | 103º                    | 104                         | Davide Malacarne            | 70º                         | 174                    | Javier Mejías          | 24º                    |
| 35                      | Jonas Ljungblad         | 105º                    | 105                         | Francesco Reda              | 39º                         | 175                    | Davide Viganò          | 80º                    |
| 36                      | Matthew Lloyd           | 16º                     | 106                         | Hubert Schwab               | 93º                         | 176                    | William Walker         | NP 5ª                  |
| 37                      | Tom Stubbe              | 49º                     | 107                         | Kurt Hovelijnck             | 87º                         | 177                    | Iván Domínguez         | 122º                   |
| Team Katusha            | Team Katusha            | Team Katusha            | Euskaltel-Euskadi           | Euskaltel-Euskadi           | Euskaltel-Euskadi           | UniSA-Australia        | UniSA-Australia        | UniSA-Australia        |
| 41                      | Robbie McEwen           | 79º                     | 111                         | Josu Agirre                 | 85º                         | 181                    | Baden Cooke            | R 3ª                   |
| 42                      | Gert Steegmans          | NP 5ª                   | 112                         | Pablo Urtasun               | 119º                        | 182                    | Aaron Kemps            | 108º                   |
| 43                      | Kenny Dehaes            | 113º                    | 113                         | Iñaki Isasi                 | 59º                         | 183                    | Scott Davis            | 107º                   |
| 44                      | Joan Horrach            | 90º                     | 114                         | Andoni Lafuente             | 120º                        | 184                    | Travis Meyer           | 77º                    |
| 45                      | Stijn Vandenbergh       | 71º                     | 115                         | Markel Irizar               | 18º                         | 185                    | Jack Bobridge          | 65º                    |
| 46                      | Sergej Klimov           | 69º                     | 116                         | Sergio De Lis               | 118º                        | 186                    | Simon Clarke           | 23º                    |
| 47                      | Nikolaj Trusov          | 92º                     | 117                         | Aitor Hernández             | 109º                        | 187                    | Matthew Wilson         | 7º                     |
| Team Saxo Bank          | Team Saxo Bank          | Team Saxo Bank          | Team Milram                 | Team Milram                 | Team Milram                 |                        |                        |                        |
| 51                      | Stuart O'Grady          | 2º                      | 121                         | Christian Knees             | 33º                         |                        |                        |                        |
| 52                      | Jens Voigt              | 17º                     | 122                         | Luca Barla                  | 82º                         |                        |                        |                        |
| 53                      | Nicki Sørensen          | 61º                     | 123                         | Martin Müller               | 75º                         |                        |                        |                        |
| 54                      | Kasper Klostergaard     | 36º                     | 124                         | Markus Eichler              | 114º                        |                        |                        |                        |
| 55                      | Matthew Goss            | 52º                     | 125                         | Wim Stroetinga              | 112º                        |                        |                        |                        |
| 56                      | Frank Høj               | 88º                     | 126                         | Thomas Rohregger            | 19º                         |                        |                        |                        |
| 57                      | Anders Lund             | 47º                     | 127                         | Ronny Scholz                | 86º                         |                        |                        |                        |
| Bbox Bouygues Telecom   | Bbox Bouygues Telecom   | Bbox Bouygues Telecom   | Lampre-N.G.C.               | Lampre-N.G.C.               | Lampre-N.G.C.               |                        |                        |                        |
| 61                      | Matthieu Sprick         | 89º                     | 131                         | Matteo Bono                 | 68º                         |                        |                        |                        |
| 62                      | Mathieu Claude          | 117º                    | 132                         | Emanuele Bindi              | 104º                        |                        |                        |                        |
| 63                      | Vincent Jérôme          | 34º                     | 133                         | Andrea Grendene             | 102º                        |                        |                        |                        |
| 64                      | Laurent Lefèvre         | 56º                     | 134                         | Mauro Santambrogio          | 8º                          |                        |                        |                        |
| 65                      | Rony Martias            | 84º                     | 135                         | Vitalij Buc                 | 94º                         |                        |                        |                        |
| 66                      | Alexandre Pichot        | 40º                     | 136                         | Volodymyr Zahorodnij        | 100º                        |                        |                        |                        |
| 67                      | Perrig Quéméneur        | 30º                     | 137                         | David Loosli                | 73º                         |                        |                        |                        |